# Sovolusky
Sovolusky – wieś i gmina w Czechach, w powiecie Pardubice, w kraju pardubickim.
1 stycznia 2017 gminę zamieszkiwało 133 osoby, a ich średni wiek wynosił 39,6 roku.